# Старшина (посада)

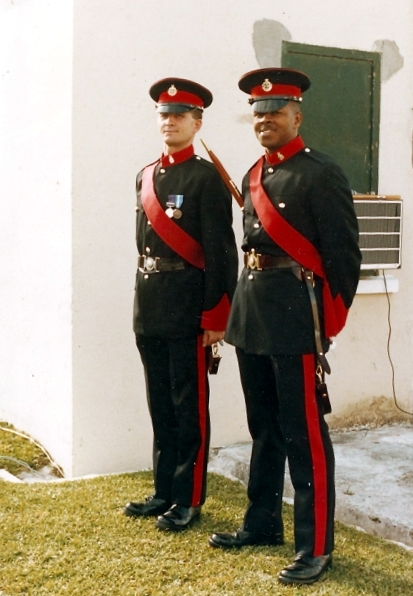
Два ворент-офіцера Бермудського полку Британської корони. Правий — старшина роти

Старшина́ — посадова особа в роті (батареї, ескадрильї, ескадроні). Є прямим начальником солдатів і сержантів свого підрозділу; відповідає за правильне несення ними служби, військову дисципліну, внутрішній порядок, збереження озброєння й іншого майна. Підпорядковується командиру роти й під час відсутності офіцерів виконує його обов'язки . На посаду старшини роти (батареї) призначаються особи зі званням прапорщиків (мічманів) або сержантів надстрокової служби (служби за контрактом).
У Німеччині посада мала назву компаніфельдфебель (нім. Kompaniefeldwebel) або гауптфельдфебель (нім. Hauptfeldwebel).